# Dubbelexponering

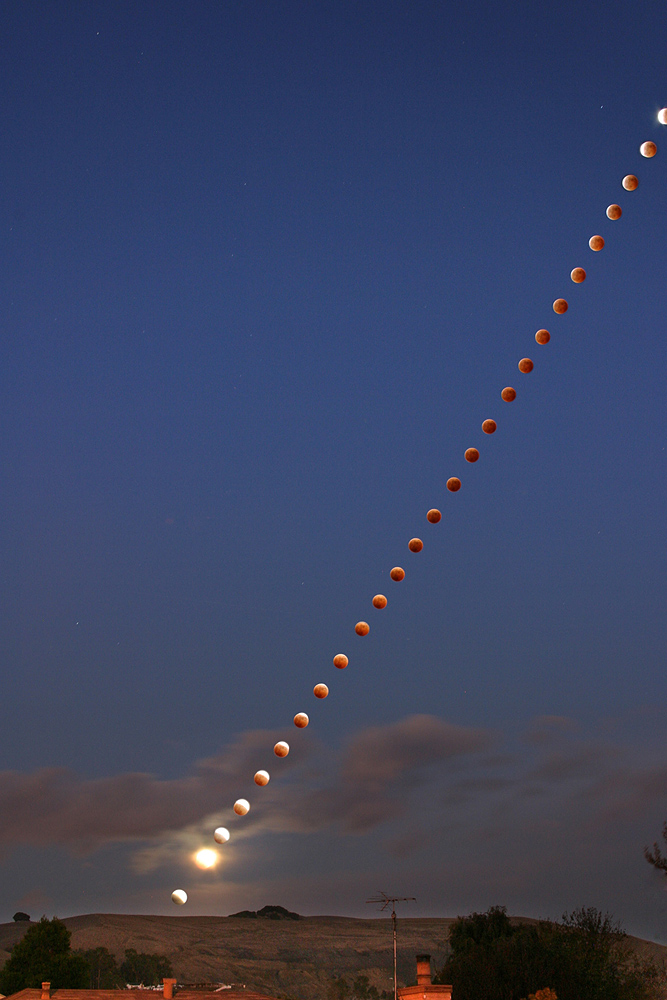
Multipel exponering av en månförmörkelse

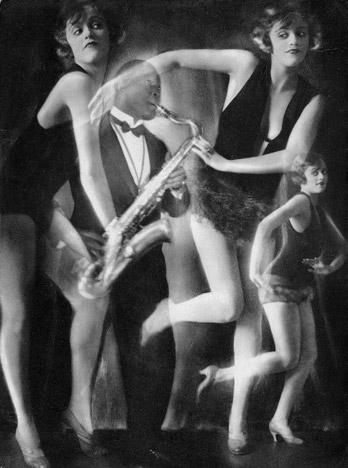
Charleston av den tyska fotografen Yva är ett exempel på konstnärlig användning av dubbelexponering.

I film och fotografi är dubbelexponering en teknik där en filmruta exponeras två eller flera gånger, till två olika bilder. I den resulterande bilden visas den andra ovanpå den första. Vid tre eller fler exponeringar kallas det även multiexponering. 
Ibland kan dubbelexponering vara ofrivillig, men den kan också användas för konstnärliga effekter, som att skapa spöklika bilder, eller föra ihop olika personer och föremål som inte var på samma plats från början.
Vissa blixtaggregat kan lägga intervaller med blixtar när slutaren är öppen. Då kan mycket intressanta dubbelexponeringar erhållas av snabba förlopp. Ett exempel är en balettdansös som gör en piruett.